# Proclamation royale de 1763

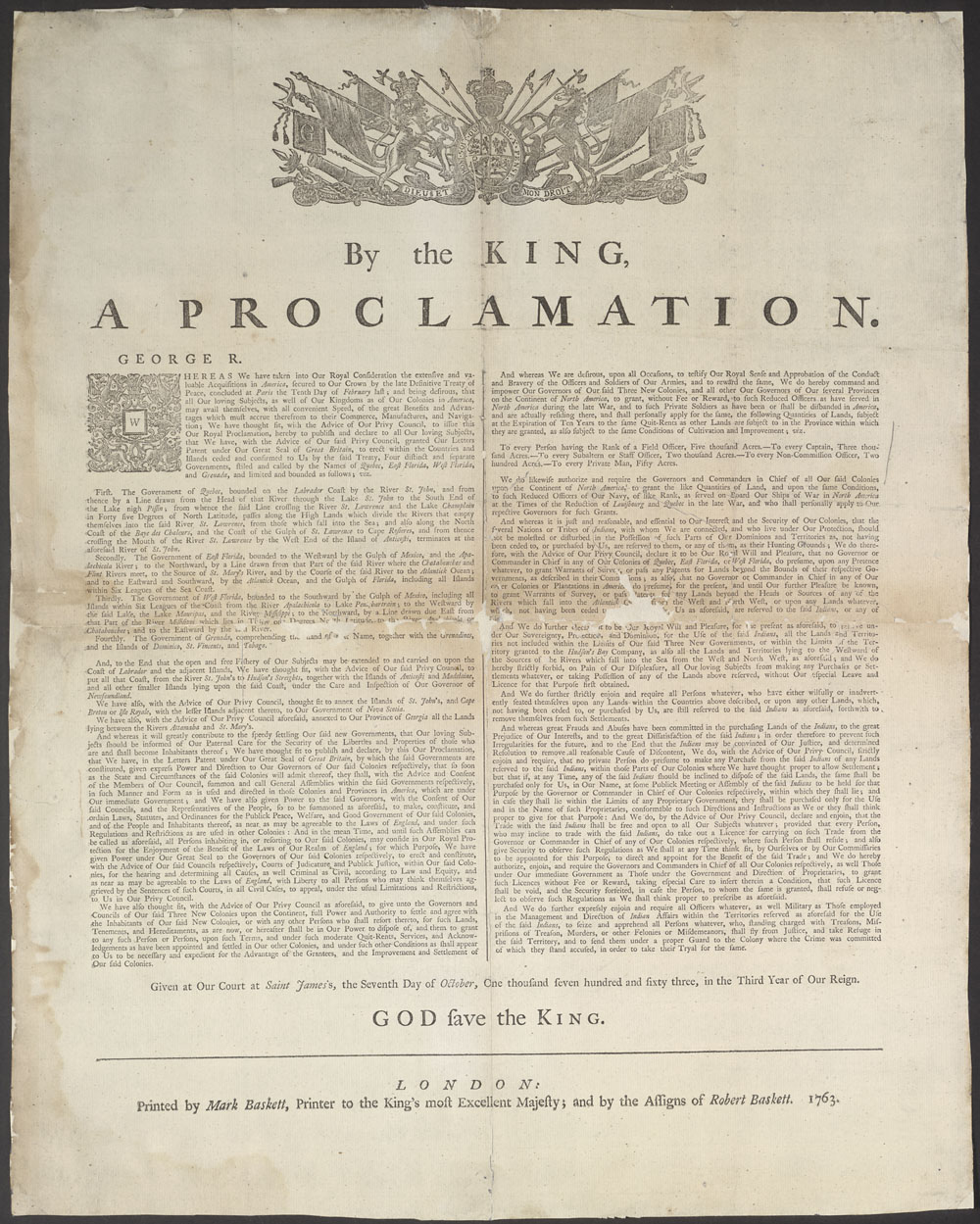
La Proclamation royale de 1763.

La Proclamation royale est adoptée le 7 octobre 1763 par le roi George III à la suite de la cession de la Nouvelle-France à la Grande-Bretagne à la fin de la guerre de Sept Ans. Elle dresse les cadres administratifs et juridiques de la Province de Québec. Avec la commission du gouverneur et les instructions royales, elle forme la première constitution de la nouvelle colonie britannique. La Proclamation royale est également connue comme l'« Indian Bill of Rights » pour les nations autochtones, protégeant leurs droits territoriaux.

## L'élaboration d'un plan de colonisation

### Sous Charles, comte d'Egremont

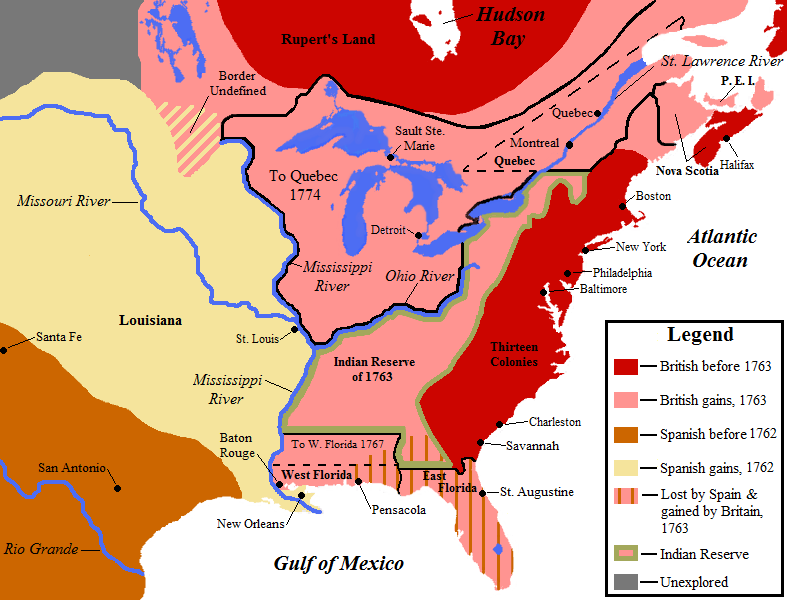
Les changements territoriaux en Amérique du Nord conséquemment au traité de Paris.

Le traité de Paris du 10 février 1763 marque la cession du Canada, de la Floride et de la Grenade à la Grande-Bretagne par la France et l'Espagne. George III souhaite « retirer de ces cessions les plus grands avantages commerciaux possible ». Une politique de gestion de cette nouvelle colonie - la Proclamation royale - est élaborée au cours des prochains mois.
Le roi porte un intérêt particulier à sa nouvelle colonie et à ses nouveaux sujets, qu'il assure de sa « tendre sollicitude » et de « tranquillité ». Il s'investit personnellement dans la mise en place de nouveaux principes de colonisation. Il compte reprendre le contrôle sur ses autres colonies américaines en commençant par le Canada. George III ne consulte pas le parlement. Le roi compte plutôt sur les Lords Commissioners of Trade and Plantations (Lords du commerce) qui le guident sur la question. Le secrétaire d'État pour le Département du Sud, Charles, comte d'Egremont, sert d'intermédiaire. Pendant les négociations entourant le traité de Paris, Lord Egremont avait demandé aux trois gouverneurs en poste depuis le début du régime militaire (James Murray à Québec, Thomas Gage à Montréal et Ralph Burton à Trois-Rivières) de lui dresser un portrait de l'état de la colonie et « un plan de gouvernement pour les territoires cédés ». Au printemps 1762, ils sont en mesure de faire rapport. James Murray propose un plan de colonisation détaillé. À son avis :

« Une fois le peuple convaincu qu'il n'a pas à subir la déportation et qu'il jouira du libre-exercice de sa religion, après la cession irrévocable du Canada par un traité de paix, les Canadiens deviendront de bons et fidèles sujets de Sa Majesté, et le pays qu'ils habitent sera avant longtemps une riche et très utile colonie de la Grande-Bretagne. »

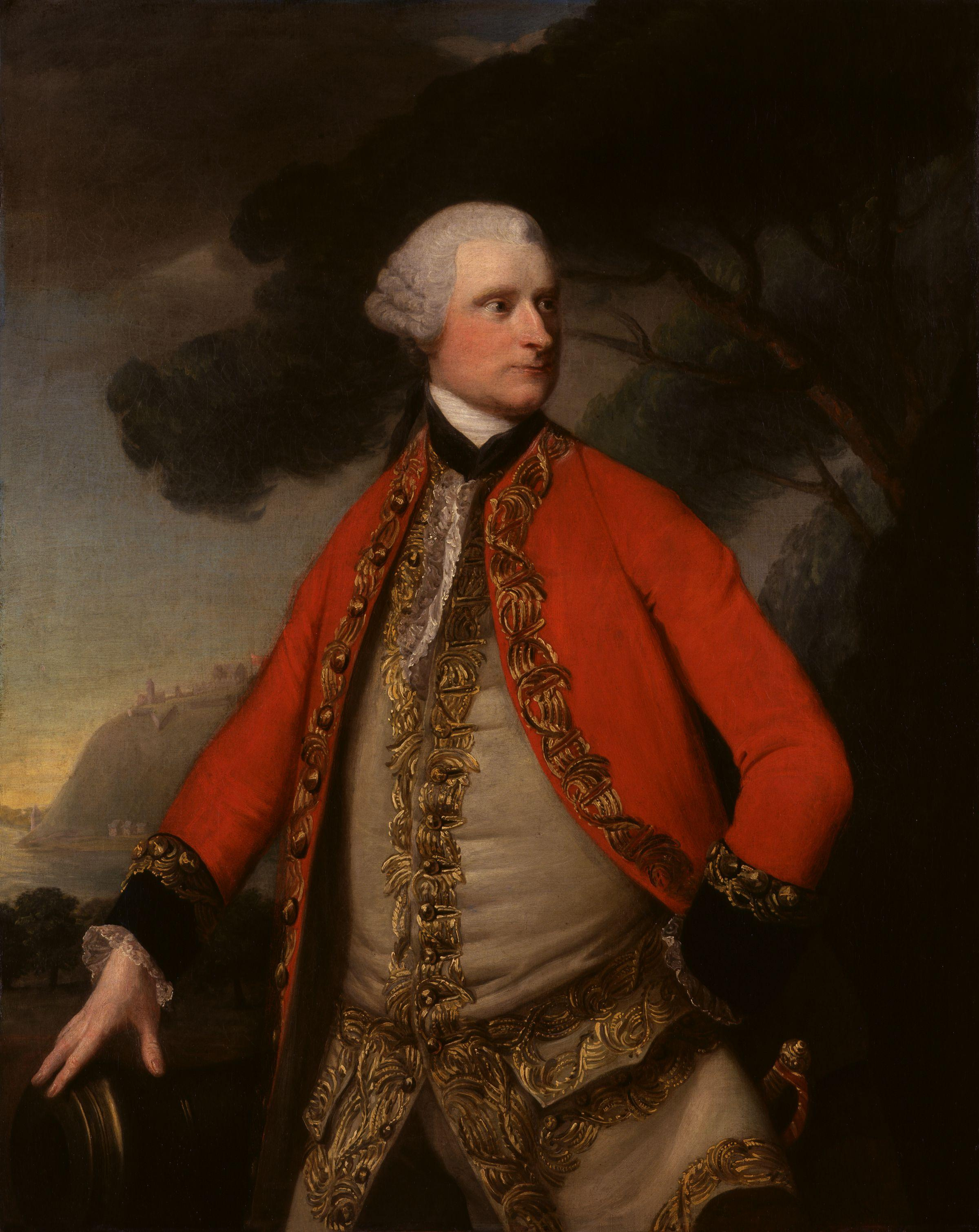
James Murray conseille le roi et les Lords du commerce quant au plan de colonisation à adopter pour la nouvelle colonie.

Murray juge que le roi devrait démontrer le plus possible le libéralisme de la Couronne et les libertés dont peuvent jouir ses sujets. Il recommande donc le maintien de la religion catholique mais dans la colonie seulement. Murray rappelle que l'administration coloniale n'est alors composée que d'une centaine de militaires et d'administrateurs alors que la population s'élève à 70 000 personnes. Il incite le roi à faire preuve de « douceur » et de « tolérance ». Murray propose d'appuyer la mise en place d'un gouvernement civil sur l'Église locale : « Les Canadiens sont très ignorants et très attachés à leur religion. En leur donnant les raisons de croire que rien ne sera changé sous ce rapport, le nouveau gouvernement prendrait le moyen le plus efficace pour en faire des sujets dévoués à Sa Majesté. » On retrouve l'esprit de cette recommandation dans l'article 4 du traité de Paris : « Sa Majesté britannique convient d'accorder aux habitants du Canada la liberté de la religion catholique. Elle donnera les ordres les plus précis et les plus effectifs pour que ses nouveaux sujets catholiques romains puissent professer le culte de leur religion selon le rite de l'église romaine, en tant que le permettent les lois de la Grande-Bretagne. »
Comme le fait remarquer Françoise Lejeune, « il s'agit d'occasionner une colonisation à peu de frais, alors qu'un contrôle autoritaire de la population qu'on soumettrait et convertirait à l'anglicanisme via un système de lois pénales (comme en Irlande), impliquerait un déploiement de troupes pour imposer loi et ordre ». En même temps, le roi cherche à tirer le meilleur parti économique et commercial possible de sa colonie laurentienne. Il compte particulièrement exploiter le bois, la potasse, le chanvre, les pêcheries et le lin afin de générer des revenus.
Au printemps 1763, Lord Egremont demande aux Lords du commerce de préparer un plan d'établissement d'un gouvernement civil. Celui-ci devra respecter les actes de capitulation de Québec et de Montréal. La Couronne cherche avant tout à pacifier ses relations avec les Autochtones tout en souhaitant que ses nouvelles colonies contribuent financièrement à l'établissement d'institutions civiles et militaires.
Le 8 juin 1763, les Lords du commerce proposent au roi leur plan, fortement appuyé sur les recommandations de Murray. Il est notamment question de réduire les frontières aux territoires déjà habités par les Canadiens.

« Le fait de restreindre la colonie du Canada dans des bornes convenables et naturelles permettra d’empêcher les anciens habitants français et les autres de se déplacer et d’aller s’établir dans des endroits éloignés où il serait plus difficile de les astreindre à la juridiction des colonies [...]. »

Croyant que le « nombre des habitants français excédera pendant longtemps celui des sujets britanniques », les Lords du commerce ne pensent pas qu'il soit approprié d'établir une assemblée législative. En attendant une anglicisation de la Province, ils suggèrent plutôt de confier l'administration à un gouverneur et un conseil. Ces derniers recevraient du roi leurs commissions et leurs instructions. À leur avis, cela constitue « la forme de gouvernement la plus appropriée à des établissements dans leur enfance ». Quant aux lois civiles françaises, les Lords du commerce tiennent à « assurer aux anciens habitants la jouissance des droits et des privilèges qui leur sont acquis par le traité ».

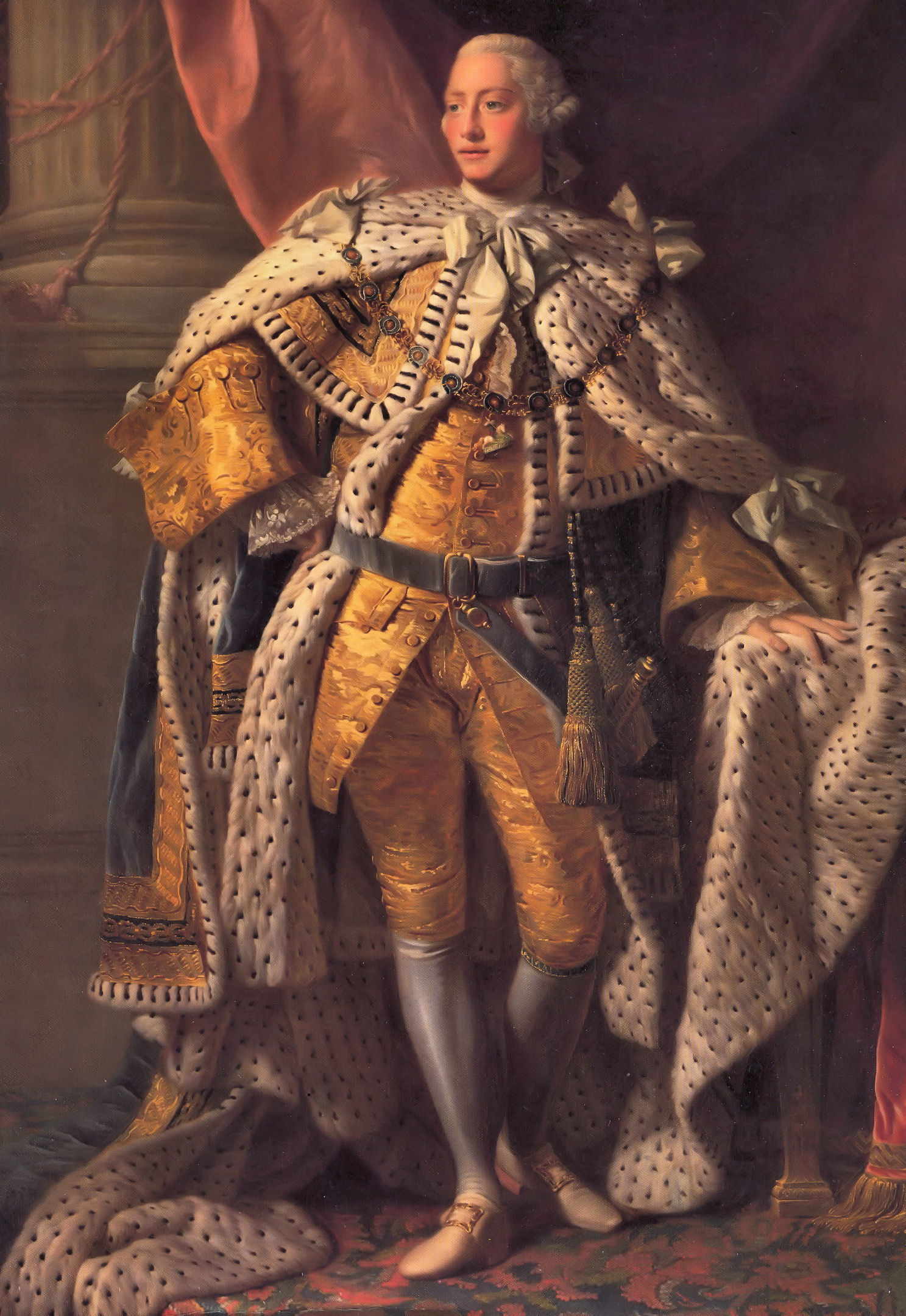
Le roi George III s'implique personnellement dans l'établissement d'un gouvernement civil dans sa nouvelle colonie.

Ce plan est approuvé par Georges III le 14 juillet 1763. On demande ensuite aux Lords du commerce de travailler à des projets de commissions et d'instructions pour les gouverneurs des nouvelles provinces.
Comme la Couronne veut s'appuyer localement sur les curés pour asseoir le nouveau régime, les communautés religieuses qui dépendent de Rome devront quitter la colonie. Lord Egremont écrit à Murray en août 1763 : « la condition exprimée par le même article ne doit pas être perdue de vue, à savoir : en tant que le permettent les lois de la Grande-Bretagne, lesquelles lois n'admettent absolument pas de hiérarchie papale dans aucune possession appartenant à la couronne de la Grande-Bretagne et ne peuvent que tolérer l'exercice de cette religion ». On propose d'installer des anglicans dans chaque paroisse en réservant des terres à l'établissement d'une église et d'une école afin d'inciter les colons anglicans à s'y installer. Le roi veut enfin voir établir des cantons de 20 000 acres dans la Province de Québec.

### Sous George Dunk, comte d'Halifax
Egremont étant décédé en août, George Dunk, comte d'Halifax lui succède à titre de secrétaire d'État pour le Département du Sud. Encore appelé Canada jusque-là, le 19 septembre 1763, lord Halifax donne le nom de « province de Québec » à la colonie. Contrairement à son prédécesseur, Lord Halifax tient à ce que la Proclamation annonce l'établissement d'une assemblée législative. Pour lui, cela inciterait les Britanniques ou les Anglo-Américains à venir s'établir dans la colonie. Voulant de plus se montrer prudent à la suite du soulèvement des Autochtones dans la région des Grands Lacs, il ne pense pas qu'un tel établissement soit possible dans l'immédiat. Entre-temps, il reviendra au gouverneur et à son conseil le pouvoir de rédiger des ordonnances. Cet aspect devra être précisé  dans les instructions du gouverneur et non dans la Proclamation elle-même.
Encore à la fin de septembre, les Lords du commerce réitèrent leur intention de donner aux quatre nouvelles colonies « la même forme de gouvernement et la même constitution » que celles des Treize Colonies dès que les circonstances seront favorables. Leur idée est donc de commencer à les angliciser par le peuplement, les institutions et les lois britanniques. Jusqu'à ce que cela soit le cas, ils recommandent de composer avec la majorité canadienne.

## La Proclamation est promulguée le7 octobre 1763
Le 7 octobre 1763, la Proclamation royale est approuvée par le roi. Elle concerne l'organisation de quatre nouvelles colonies : la Province de Québec, la Grenade, la Floride occidentale et la Floride orientale,. La Proclamation réduit considérablement le territoire de l'ancienne colonie française du Canada, désormais appelée Province de Québec. Les frontières de celle-ci sont ainsi limitées aux terres colonisées de la vallée du Saint-Laurent et de la rive nord de la baie des Chaleurs. Elle annexe l'île Saint-Jean et le Cap-Breton au gouvernement de la Nouvelle-Écosse, ainsi que les Îles-de-la-Madeleine, Anticosti et la côte du Labrador au gouvernement de Terre-Neuve.
La création d'assemblées législatives figure dans la Proclamation. La question est cependant laissée à l'appréciation des gouverneurs de Floride et de Québec. Le roi leur octroie le pouvoir « d'ordonner et de convoquer, de l'avis et du consentement de Notre Conseil dans leurs gouvernements respectifs, dès que l'état et les conditions des colonies le permettront, des assemblées générales, ». Donc, on sous-entend par là que dès que les colonies compteront davantage de colons protestants, cela sera possible.
Pour attirer le plus rapidement et en grand nombre possibles une immigration britannique dans la Province de Québec, la Proclamation donne aussi au gouverneur le pouvoir de concéder des terres aux colons et, particulièrement, aux officiers et aux soldats des armées britanniques licenciés ou qui seront licenciés. Ces concessions ne devront se faire qu'à l'intérieur des frontières des nouvelles provinces. Les autres terres de l'Amérique du Nord sont réservés aux nations autochtones. Les colons auront toutefois le droit d'y faire la traite à certaines conditions.
L'article 4 du traité de Paris accordait 18 mois aux Canadiens pour décider s'ils allaient émigrer en France ou demeurer dans la colonie. Le gouvernement civil commence donc le 10 août 1764.

### James Murray, premier gouverneur de la Province de Québec
Les colons ayant eux-mêmes souligné la « douceur », la « bonté » et la « compréhension » de James Murray, c'est sans surprise que celui-ci est nommé gouverneur de la Province de Québec le 21 novembre 1763. En décembre, il reçoit des instructions, comptant 82 articles, qui ont pour but d'encadrer la mise en place de son administration. Dans ses instructions, il est précisé que, à défaut d'une assemblée législative :

« de l'avis et du consentement de [son] conseil, de faire des lois et des règlements qui seront rendus nécessaires pour le maintien de la paix, l'ordre et le bon gouvernement de cette province, prenant soin que rien ne sera fait qui pourra en aucune manière affecter la vie, les membres ou la liberté du sujet, ou à l'imposition d'aucune charge ou taxe,. »

Cela constitue par le fait même le Conseil de Québec. Il a à la fois des pouvoirs législatifs et exécutifs.
La Proclamation royale mentionne que les lois devront être faites « avec le consentement de Nosdits Conseils et des représentants du peuple qui devront être convoqués tel que susmentionné ». Le gouverneur et ses conseillers peuvent en outre établir des tribunaux pour juger « toutes les causes aussi bien criminelles que civiles, suivant la loi et l'équité, conformément autant que possible aux lois anglaises ». Il n'est pas question des lois civiles françaises.
De plus, le gouverneur Murray reçoit l’instruction (article 32) de n’admettre aucune ingérence de l’Église de Rome dans la province. Puisque les catholiques n’ont plus d’évêque (il est mort en 1760), il ne peut donc plus y avoir d’ordination de nouveaux prêtres. Cela signifie qu’avec le temps, le clergé catholique en viendra à s’éteindre de lui-même. Le gouverneur devra également exiger le serment du test à ceux qui voudront exercer une charge administrative. Cela exclut donc en principe les catholiques.
Quelques mois après le début de son mandat, Murray rappelle toutefois à ses supérieurs métropolitains les circonstances particulière de son gouvernement, qui doit administrer 70 000 colons catholiques. Il leur écrit ainsi fréquemment qu'il doit faire preuve de latitude à l'égard de ses instructions et s'adapter à la situation, surtout en ce qui a trait à la religion. Murray souhaite éviter le plus possible « toute friction qui pourrait faire naître sans raison, la moindre crainte ou la moindre aversion dans le cœur des nouveaux sujets ». Le temps que l'acculturation au régime britannique fasse son œuvre, il fait nommer des Canadiens à certains postes administratifs et judiciaires, contournant ainsi le serment du test. Il suggère aussi davantage de mesures libérales.
Rapidement, des difficultés créées par l'établissement du gouvernement civil dans la Province de Québec apparaissent. Des marchands britanniques réclament la création d'une assemblée législative tandis que des Canadiens demandent l'abolition du serment du Test. Les lois civiles françaises ont-elles été supprimées et remplacées par la common law ? La Proclamation royale apparaît ainsi de plus en plus comme une transition vers une vraie constitution. Entre-temps, les commissions et les instructions aux gouverneurs jusqu'en 1775 corrigent certains problèmes.

## La grande charte des Autochtones

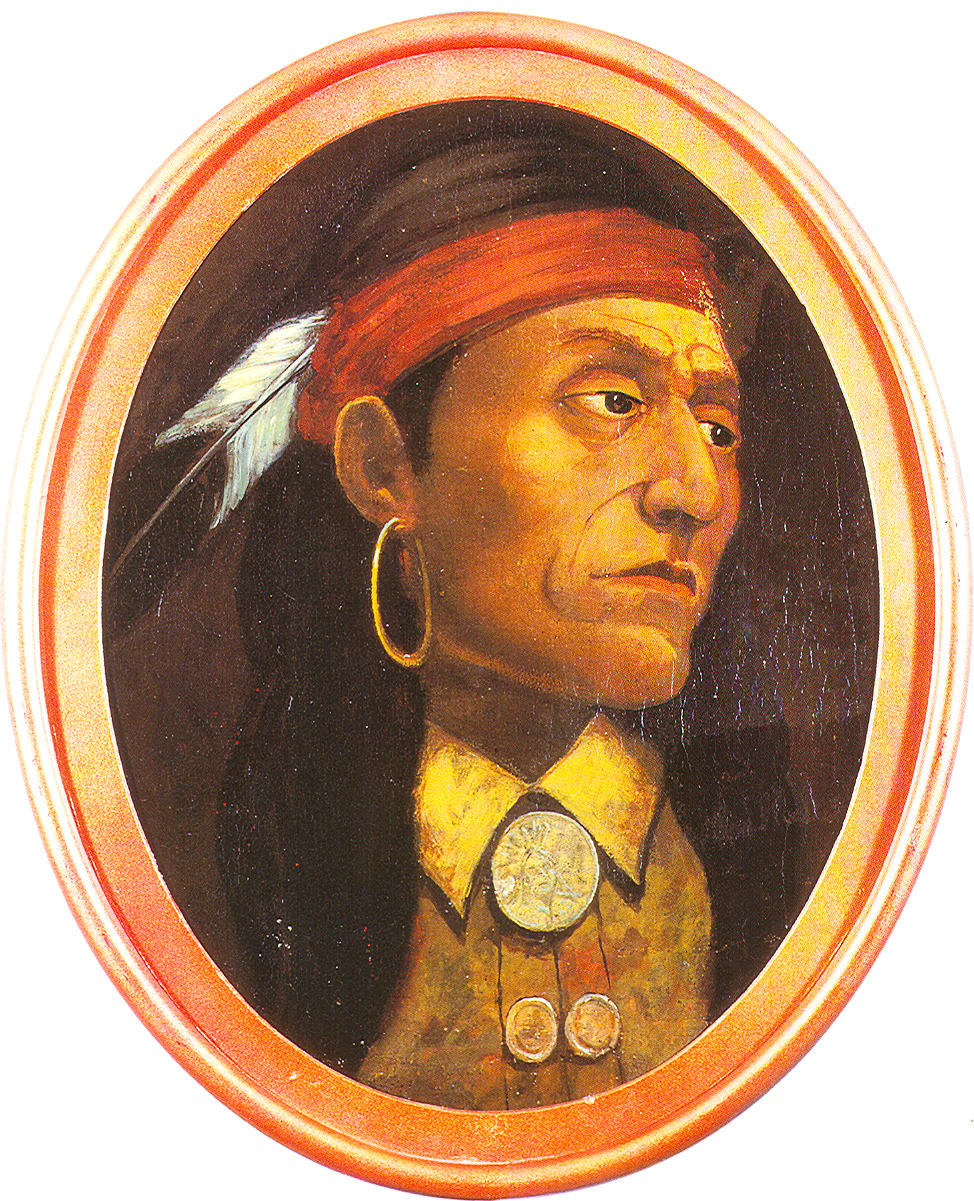
Le chef outaouais Pontiac mène un soulèvement en 1763.

Quand ils apprennent la signature du traité de Paris, les Autochtones de la région des Grands Lacs sont outrés que leurs terres aient été cédées sans leur consentement. En fait, ils ont été complètement écartés des pourparlers de paix même s'ils ont participé à de nombreuses campagnes pendant la guerre. Au printemps 1763, le chef outaouais Pontiac décide de se soulever. Les guerriers rassemblés autour de lui échouent toutefois à chasser les Britanniques des forts français. Or, cela fait en sorte que leurs droits sur la terre sont considérés dans la Proclamation royale. Elle contient en effet des dispositions concernant leurs terres, dont la création d'un territoire réservé pour eux comme terres de chasse, c'est-à-dire toutes les terres situées à l'ouest des Appalaches. Des règles sont de plus précisées pour l'acquisition des terres autochtones par des Blancs. Elles se feront désormais par traités. L'administration de ce territoire est confiée au superintendant des Affaires indiennes en Grande-Bretagne.
Comme le souligne l'historien Christian Blais, « cela constitue en fait un mécanisme d'extinction des droits des Amérindiens qui, implicitement, a comme corollaire de reconnaître la capacité juridique des nations autochtones sur le transfert de titres de propriété ».
C'est au XIXe siècle que la Proclamation royale commence à être appelée grande charte des Autochtones. En effet, en 1842-1844, dans une commission qui enquête sur l'administration des affaires indiennes, il en ressort que les Autochtones considèrent « cette pièce comme leur charte ». Puis, en 1887, un juge de la Cour suprême qualifie la Proclamation d'« Indian Bill of Rights ».
Au fil des ans, la Proclamation royale a servi de modèle à la conclusion de nombreux traités avec les Autochtones. La Charte canadienne des droits et libertés, enchâssée dans la Loi constitutionnelle de 1982, mentionne la Proclamation de 1763, en indiquant que la Charte garantit les droits et libertés reconnus par elle :
« 25. Le fait que la présente charte garantit certains droits et libertés ne porte pas atteinte aux droits ou libertés — ancestraux, issus de traités ou autres — des peuples autochtones du Canada, notamment :
a) aux droits ou libertés reconnus par la proclamation royale du 7 octobre 1763. »
Au XXIe siècle, les Autochtones rappellent encore fréquemment la force symbolique de la Proclamation royale pour eux.

## Des colons anglo-américains mécontents
La Proclamation interdit aux habitants des Treize colonies de s’installer et d’acheter des terres à l’ouest de la ligne de partage des eaux qui court le long des Appalaches, de façon que la population se répartisse mieux dans les nouvelles colonies. Ils sont nombreux à penser que le roi souhaite par là cantonner les colons anglo-américains sur la bande littorale afin de mieux les contrôler,. De plus, la rébellion de Pontiac en 1763 a amené la Couronne britannique à dessiner la frontière avec la réserve autochtone dans la précipitation. En empêchant la colonisation vers l'ouest, la Grande-Bretagne soulève le mécontentement des fermiers et des propriétaires terriens, et ce, dans un contexte de croissance démographique des Treize colonies. La Proclamation est donc perçue comme autocratique par les colons anglo-américains. Ce mécontentement est l'une des causes du déclenchement de la guerre d'indépendance américaine en 1775.

## Révocation de la Proclamation royale
Le 22 juin 1774, le parlement britannique sanctionne l'Acte de Québec. Ceci révoque par le fait même les dispositions de la Proclamation royale, à l’exception de la traite des fourrures à l’extérieur du territoire de la Province de Québec.

## Les exemplaires existants du document
Il existe encore cinq exemplaires originaux de la Proclamation royale dans le monde,. Ils sont conservés aux Massachusetts Archives (Boston), à l'Université Brown (Providence), à la salle Lande de l'Université McGill (Montréal), à la Society of Antiquarians d’Angleterre et à la Privy Council Library (Londres).